# Camp Wood
Camp Wood és una ciutat del Comtat de Real a l'estat de Texas. Segons el cens del 2000 tenia 822 habitants.

## Demografia
Segons el cens del 2000, Camp Wood tenia 822 habitants, 281 habitatges, i 198 famílies. La densitat de població era de 634,8 habitants per km².
Dels 281 habitatges en un 34,5% hi vivien nens de menys de 18 anys, en un 51,6% hi vivien parelles casades, en un 13,5% dones solteres, i en un 29,2% no eren unitats familiars. En el 27% dels habitatges hi vivien persones soles el 13,5% de les quals corresponia a persones de 65 anys o més que vivien soles. El nombre mitjà de persones vivint en cada habitatge era de 2,67 i el nombre mitjà de persones que vivien en cada família era de 3,19.
Per edats la població es repartia de la següent manera: un 28,2% tenia menys de 18 anys, un 5,2% entre 18 i 24, un 22,7% entre 25 i 44, un 24,1% de 45 a 60 i un 19,7% 65 anys o més.
L'edat mediana era de 40 anys. Per cada 100 dones de 18 o més anys hi havia 95,4 homes.
La renda mediana per habitatge era de 19.792 $ i la renda mediana per família de 21.648 $. Els homes tenien una renda mediana de 17.500 $ mentre que les dones 13.182 $. La renda per capita de la població era d'11.170 $. Aproximadament el 32,2% de les famílies i el 33,6% de la població estaven per davall del llindar de pobresa.

## Poblacions properes
El següent diagrama mostra les poblacions més properes.